# Mohammed Saad al-Beshi
Mohammed Saad al-Beshi (Arabisch: محمد سعد البيشي, geboren in 1961) is sinds 1998 een beul voor de regering van Saoedi-Arabië. Hij wordt beschreven als "de leidende beul van Saoedi-Arabië". Beshi beweert tien mensen op één dag te hebben geëxecuteerd.
Al-Beshi voert executies uit door onthoofding, met behulp van een zwaard, en gebruikt af en toe een vuurwapen. Hij voert ook amputaties van ledematen uit wanneer dit op grond van de sharia van Saudi-Arabië vereist is.
Beshi is getrouwd en is vader van zeven kinderen.